# Frohnleiten
Frohnleiten – miasto w Austrii, w kraju związkowym Styria, w powiecie Graz-Umgebung. Liczy 6701 mieszkańców )1 stycznia 2015).

## Współpraca
Miejscowości partnerskie:
- Gioia del Colle, Włochy
- Jastrzębie-Zdrój, Polska
- Landsberg am Lech, Niemcy
- Schnaittach, Niemcy
- Setúbal, Portugalia
- Szawle, Litwa
- Velká Bystřice, Czechy